# Maria Dunin-Piotrowska

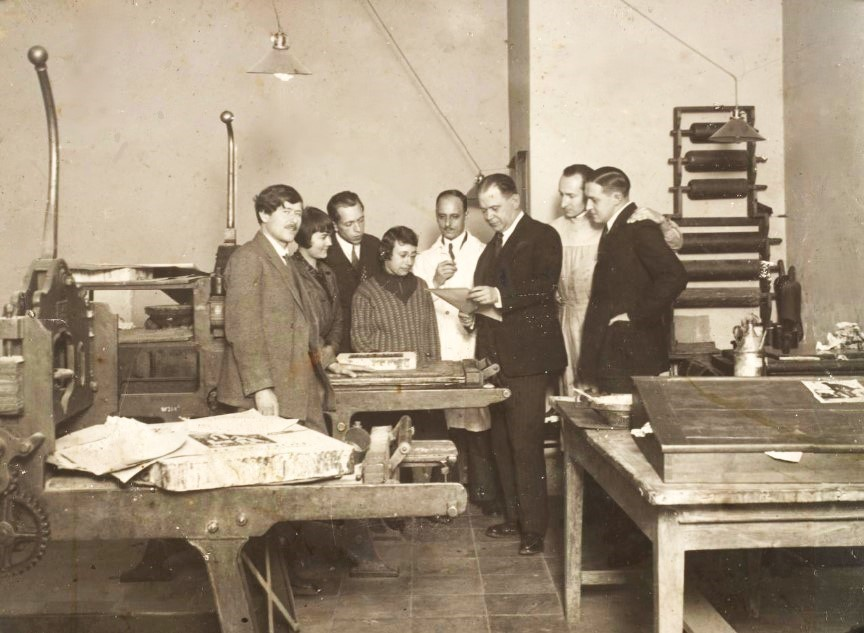
Prof. Władysław Skoczylas (trzeci od prawej) ze studentami – Maria Dunin (czwarta od lewej), 1925

Maria Dunin-Piotrowska (ur. 23 kwietnia?/5 maja 1899 w Kamieńcu Podolskim, zm. 6 sierpnia 1986) – polska rzeźbiarka i graficzka, tworząca przede wszystkim drzeworyty.

## Życiorys
Maria Dunin urodziła się w Kamieńcu Podolskim w 1899, jako córka Karola Dunina (gałąź rodu Duninów nieznana) i Wiktorii Rakowskiej. Była starszą siostrą Zygmunta Dunina, również grafika. W latach 1917–1919 Maria pobierała prywatne lekcje rysunku u malarza Kazimierza Lasockiego, następnie zapisała się do warszawskiej Szkoły Sztuk Pięknych. Choć w maju 1920 r. wróciła na wakacje do rodziny, już w lipcu tego roku rodzina uciekła do Polski przed wojskowym najazdem bolszewickiej Rosji. Od października 1920 r. do czerwca 1922 uczęszczała do szkoły malarskiej prof. Konrada Krzyżanowskiego. Regularne  studia w warszawskiej Szkole Sztuk Pięknych odbyła dopiero w latach 1923–1929. Pobierała tam nauki u Konrada Krzyżanowskiego, Tadeusza Pruszkowskiego, Wojciecha Jastrzębowskiego, Ludwika Gardowskiego i Edwarda Trojanowskiego. Wtedy obrała sobie drzeworyt (zwłaszcza czarno-biały) jako ulubione medium, któremu potem się całkowicie później poświęciła. Jako studentka Dunin otrzymała wiele nagród i dobre oceny, wystawiała swoje prace, jednocześnie zmagając się z trudnymi warunkami materialnymi. Należała do Stowarzyszenia Artystów Grafików "Ryt" oraz Związku Polskich Artystów Grafików. Brała udział w wielu wystawach w Polsce i za granicą. W 1928 wzięła udział w Olimpijskim Konkursie Sztuki i Literatury. Dunin często zmieniała miejsce zamieszkania – po 1935 mieszkała w Sierpcu (przy ul. Płockiej 41) i w Płońsku.
Maria Dunin wyszła za mąż w 1938 roku, jednak znane prace są podpisywane nazwiskiem panieńskim – Duninówna lub Dunin. Ostatnie znane prace pochodzą z 1938 roku, losy i twórczość artystki po 1939 roku są nieznane. Po wojnie Dunin została uznana za zmarłą w jej czasie, w nowszych publikacjach figuruje data śmierci zarejestrowana w nekrologach warszawskich – 06.08.1986.